# Ажилде
Ажи́лде (порт. Agilde)  —  район (фрегезия) в Португалии,  входит в округ Брага. Является составной частью муниципалитета  Селорику-ди-Башту. По старому административному делению входил в провинцию Минью. Входит в экономико-статистический  субрегион Аве, который входит в Северный регион. Население составляет 1294 человека на 2001 год. Занимает площадь 9,87 км².